# Sabrūm
Sabrūm är en ort i Indien.   Den ligger i distriktet South Tripura och delstaten Tripura, i den östra delen av landet, 1 600 km öster om huvudstaden New Delhi. Sabrūm ligger 26 meter över havet och antalet invånare är 6 205.
Terrängen runt Sabrūm är platt. Runt Sabrūm är det tätbefolkat, med 356 invånare per kvadratkilometer. I omgivningarna runt Sabrūm växer huvudsakligen savannskog.